# José Luis Ferrera Esteban
José Luis Ferrera Esteban (Madrid, 1940) es un arquitecto español especializado en arquitectura teatral. Es autor del Glosario Ilustrado De Las Artes Escénicas y del Diccionario De Las Artes Escénicas / Dictionary Of The Performing Arts (Español-Inglés / Inglés-Español).

## Trayectoria
Comenzó la enseñanza superior en el Oxford Technical College, institución orientada a estudios técnicos de Arquitectura, Ingenierías etc., radicada en Inglaterra y posteriormente, completó su formación en la Universidad Central de Venezuela en Caracas. Se especializó en arquitectura teatral.
A principios de los años setenta del siglo XX, participó en varios montajes de danza contemporánea. Posteriormente, trabajó como Arquitecto Jefe en la Oficina de Inspección de Arquitectura y Equipos Teatrales durante la construcción del Teatro Teresa Carreño de Caracas, entre 1974 y 1986. En 1989, fue contratado como Project Manager en sitio por la empresa de Rochester Hoffend and Sons Inc. para el Proyecto de Remodelación y Mecanización Escénica del Teatro Colón de Buenos Aires.
La necesidad que tuvo en estos dos proyectos de elaborar manuales formativos para los equipos y de mantener una buena comunicación en ellos, teniendo en cuenta que estaban formados por personas de diferente procedencia y cuyo léxico teatral, por lo tanto, era muy distinto, le llevó a elaborar años más tarde dos obras de referencia, el Glosario Ilustrado de las Artes Escénicas y el Diccionario de las Artes Escénicas.
Como experto en renovación y restauración de teatros, también se ha dedicado a asesorar, dirigir e inspeccionar proyectos teatrales y a participar en eventos profesionales internacionales.
Impulsó la creación de la Asociación Internacional de Escenógrafos Técnicos y Arquitectos Teatrales, OISTAT España, que preside desde 2014, cuyos dos principales proyectos, apoyados por la OISTAT Internacional, son Los derechos de autor de los diseñadores escénicos y Los Teatros de Latinoamérica, TTLA-TELA.
Este último tiene como objetivo estudiar el desarrollo de los espacios escénicos en América Latina desde la época precolombina hasta el siglo XXI y reunir información sobre los edificios teatrales más significativos del continente. Para abordar este proyecto, se ha creado una comunidad compuesta por profesionales, instituciones, universidades y asociaciones relacionadas con las Artes Escénicas que trata de preservar, proteger, promover y difundir el patrimonio cultural de los países latinoamericanos y de estrechar lazos entre las diferentes generaciones de creadores de América Latina y Europa.
Es miembro de varias asociaciones profesionales nacionales e internacionales como el Colegio de Arquitectos de Venezuela (CAV), el Colegio de Ingenieros de Venezuela (CIV), el Colegio Oficial de Arquitectos de Madrid (COAM), el United States Institute of Theatre technology (USITT).

## Obra
2009 - Glosario ilustrado de las artes escénicas, ISBN 978-8461337859. Dos volúmenes con doce mil setecientas entradas y mil seiscientas cincuenta ilustraciones que abarcan todos los campos de las artes escénicas, yendo de lo general a lo particular. Ofrece un cruce coordinado de la terminología americana, iberoamericana y británica. Además aporta bibliografía, en ocasiones comentada, y anexos, algunos de ellos bilingües, entre los que se encuentran un listado de los diferentes ambientes de un edificio teatral, un listado de nudos y cuerdas, uno de los diferentes tipos de escenarios según su uso, un diagrama de producción o un listado de las formas de organización teatral. En el momento de su publicación, no existía una obra similar en otro idioma y dio respuesta a una demanda histórica, acerca de la terminología adecuada en el ámbito de la escena, de las personas que trabajaban en ella.
2012 - Diccionario De Las Artes Escénicas / Dictionary Of The Performing Arts (Español-Inglés / Inglés-Español). ISBN 978-84-615-9298-2. Con más de treinta y tres mil entradas, que abarca los aspectos más relevantes del teatro, la danza, la música, el ballet, la ópera, la arquitectura teatral y sistemas técnicos como la tramoya y la maquinaria teatral o la iluminación, el sonido y la electroacústica. Además de otros que habitualmente no se encuentran en los diccionarios de artes escénicas como el control de ruido y vibraciones, el diseño y los sistemas de seguridad y aspectos relacionados con el vestuario, los textiles y la caracterización.